# Lễ cầu an (người Tày)
Lễ cầu an là một nghi lễ của đồng bào dân tộc Tày, Bắc Kạn. Trong lễ này người ta cầu thần linh ban cho sức khỏe tốt và mùa màng bội thu. Những câu chuyện và những lời răn dạy đạo đức.
Được tổ chức hàng năm vào mùa xuân. Trong một thời gian khá dài, lễ cầu an dường như đã bị mai một, nhưng mấy năm gần đây, cùng với sự ổn định, phát triển về kinh tế, đồng bào dân tộc Tày nhiều nơi đã phục hồi lại lễ này.